# Grönlands arboretum
Grönlands arboretum (grönländska: Kalallit Nunaata Orpiufiteqarfia) är en samling av vedartade växter, som etablerades vid Narsarsuaq på södra Grönland. Arboretumet täcker 140 ha och drivs i samarbete mellan Arboretum i Hørsholm och Consulting Service for Agriculture på Grönland. Det finns mer än 100 000 träd här, uppdelade på 120 olika arter.

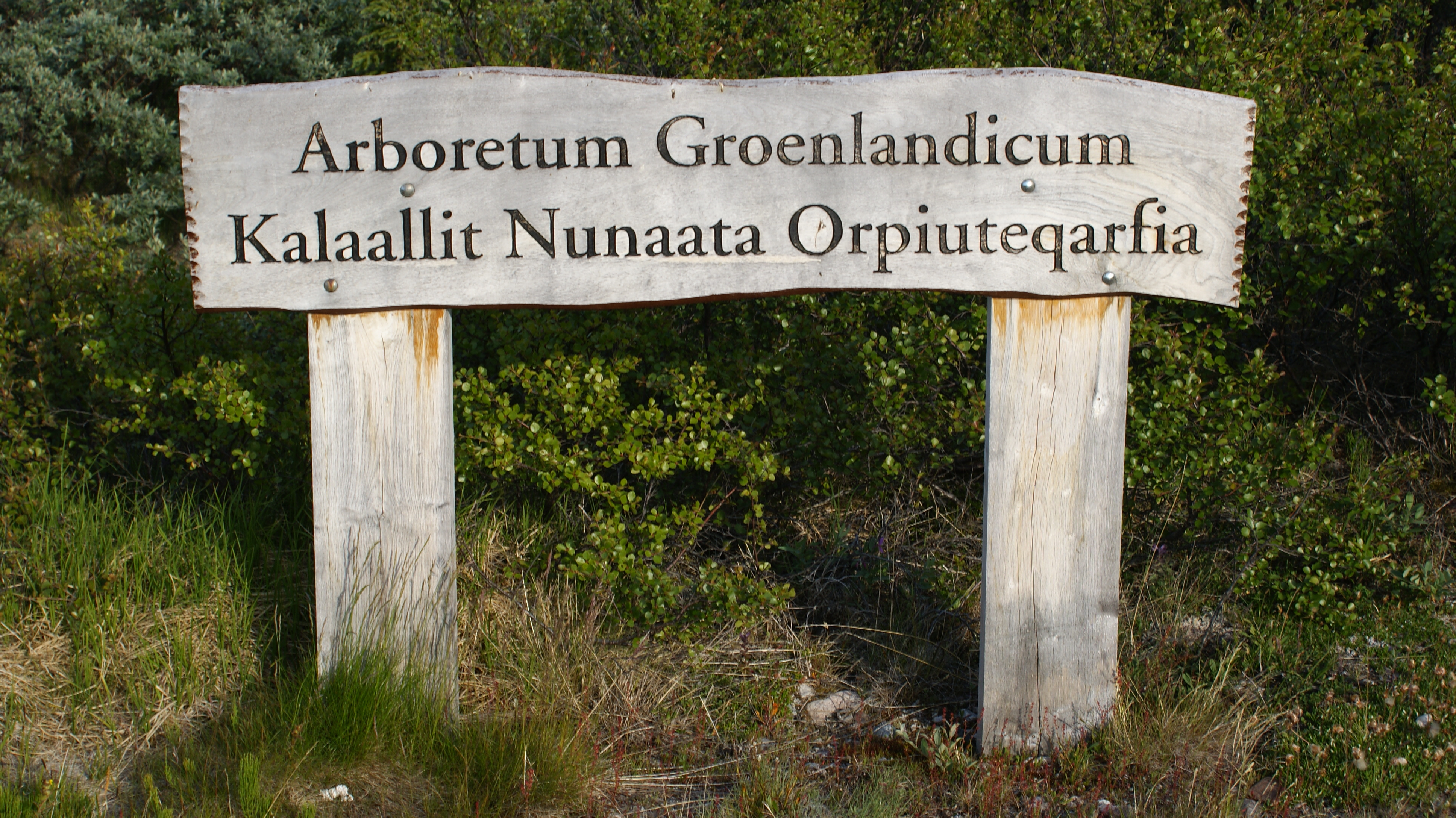

Grönlands arboretum grundades efter en idé av förmannen Søren Ødum, som var anställd på Hørsholm Arboretum. Han påbörjade planteringsarbetet och ledde det fram till sin död 1999. 1988 planterades 20 000 träd, varav 14 000 vitgranar och rödgranar och 5 000 dyntall på arboretets 140 hektar stora område vid Narsarsuaq.